# Система сбора данных
Система сбора данных (ССД; data acquisition, DAS, DAQ) — комплекс средств, предназначенный для работы совместно с персональным компьютером, либо специализированной ЭВМ (например специальным сервером) и выполняющий автоматизированный сбор информации о значениях физических параметров в заданных точках объекта исследования с аналоговых и/или цифровых источников сигнала, а также первичную обработку, накопление и передачу данных.
Совместно с персональной ЭВМ, оснащённой специальным программным обеспечением, система сбора данных образует информационно-измерительную систему (ИИС). ИИС — это многоканальный измерительный прибор или система приборов с широкими возможностями сбора, обработки и анализа данных.
На основе ИИС могут быть построены различные автоматизированные системы управления (АСУ), и частности: 
- информационно-логические комплексы (их называют АСУ технологическими процессами — АСУ ТП),
- информационно-вычислительные комплексы (автоматизированная система научных исследований — АСНИ),
- информационно-диагностические и информационно-контролирующие комплексы и системы.

## Классификация
По способу сопряжения с компьютером системы сбора данных можно разделить на:
- ССД на основе встраиваемых плат сбора данных со стандартным системным интерфейсом (наиболее распространёны интерфейсы семейства PCI).
- ССД на основе модулей сбора данных с внешним интерфейсом (RS-232, RS-485, USB).
- ССД, выполненные в виде крейтов (магистрально-модульные ССД — КАМАК, VXI).
- Группы цифровых измерительных приборов (ЦИП) или интеллектуальных датчиков. Для их организации применяются интерфейсы: GPIB (IEEE-488), 1-wire, CAN, HART.

По способу получения информации ССД подразделяются на:
- сканирующие,
- мультиплексные (мультиплексорные, иногда говорят «многоточечные»),
- параллельные,
- мультиплицированные.

Последний тип ССД практически не используется в силу своего исключительно низкого быстродействия. Единственное достоинство ССД этого типа — относительная простота, — но сравнительная сложность построения ССД иных типов полностью нивелируется современными технологиями изготовления интегральных схем.

## Характеристики
Сканирующий принцип построения ССД используется там, где надо измерить поле распределения параметров:
- тепловизоры, аппараты УЗИ,
- томографы используют для получения первичной информации именно ССД сканирующего типа.

Параллельными системами сбора данных следует считать ССД на основе т. н. интеллектуальных датчиков (ИД). Каждый ИД схемотехнически есть одноканальная ССД со специализированным интерфейсом. 
Исторически первыми параллельными ССД были ССД, где у каждого датчика «личным» был только АЦП, а сбор и обработка данных выполнялась многопроцессорной ЭВМ. В настоящее время для сбора и обработки измерительных данных как правило вполне хватает вычислительных характеристик «обычной» ЭВМ. (Дело в том, что современные «обычные» ЭВМ, оснащаемые многоядерными центральными процессорами (даже когда оснащаются одним процессором), де-факто также получаются многопроцессорными.)
Параллельные системы пока ещё не вытесняют мультиплексорные, в силу своей аппаратной избыточности для многих областей применения.
Однако в ряде случаев параллельный принцип привлекателен: когда есть недорогие готовые ИД и недорогой канал связи (например система на интерфейсе 1-Wire) либо при небольшом числе каналов (выпускаются счетверенные сигма-дельта АЦП) и т. п.
Мультиплексная (мультиплексорная) ССД имеет на каждый измерительный канал индивидуальные средства аналоговой обработки сигнала и общий для всех каналов блок аналого-цифрового преобразования (помимо самого АЦП в него обязательно входит «антиалиасинговый» ФНЧ, устройство выборки хранения, опционально — схема защиты и схема формирования знакового разряда).
Наибольшее распространение в настоящее время имеют именно мультиплексные системы сбора данных.
Типовая система сбора данных наиболее часто мультиплексная и содержит в себе следующие узлы: 
- датчики,
- аналоговый коммутатор,
- измерительный усилитель,
- аналого-цифровой преобразователь,
- контроллер сбора данных и модуль интерфейса.

Также ССД часто оснащаются цифровыми линиями ввода-вывода и цифро-аналоговым преобразователем (ЦАП).

## Примеры применения систем сбора данных
- Встраиваемые в компьютер (внутренние) универсальные платы сбора данных (в настоящее время очень часто работают различных PCI-интерфейсах),
- Внешние подключаемые модули сбора данных (довольно часто с интерфейсами RS-232 и USB),
- Система осцилографии быстропротекающих процессов на основе ПЭВМ и цифровых осциллографов (как правило, оснащаются интерфейсом GPIB);
- АСУ физической установкой (например импульсным термоядерным реактором), содержащая в своем составе ССД из модулей в крейте КАМАК;
- Система бортового радиоэлектронного оборудования (БРЭО) автомобиля с интерфейсом CAN.